# Penzing (Bawaria)
Penzing ([ˈpɛnʦɪŋ]ⓘ) – miejscowość i gmina w Niemczech, w kraju związkowym Bawaria, w rejencji Górna Bawaria, w regionie Monachium, w powiecie Landsberg am Lech. Leży około 5 km na północny wschód od Landsberg am Lech.

## Struktura wiekowa
Dane o ludności z 31 grudnia 2008:
| Opis                                | Ogółem | Ogółem | Kobiety | Kobiety | Mężczyźni | Mężczyźni |
| ----------------------------------- | ------ | ------ | ------- | ------- | --------- | --------- |
| Jednostka                           | osób   | %      | osób    | %       | osób      | %         |
| Populacja                           | 3652   | 100    | 1762    | 48,25   | 1890      | 51,75     |
| Wiek przedprodukcyjny (0–17 lat)    | 755    | 20,67  | 387     | 10,6    | 368       | 10,08     |
| Wiek produkcyjny (18–65 lat)        | 2317   | 63,44  | 1064    | 29,13   | 1253      | 34,31     |
| Wiek poprodukcyjny (powyżej 65 lat) | 580    | 15,88  | 311     | 8,52    | 269       | 7,37      |

## Polityka
Wójtem gminy jest Johannes Erhard z DG, wcześniej urząd ten obejmował Ottmar Mayr, rada gminy składa się z 16 osób.
|      | CSU | SPD | DG | BBO | DGU | DGR | DGE | Razem |
| 2008 | 4   | -   | 5  | 2   | 1   | 2   | 2   | 16    |
| 2002 | 5   | 1   | 3  | 2   | 2   | 2   | 1   | 16    |